# Castello di Lang
Il castello di Lang (in tedesco Schloss Lang), anche noto come castel Langg, si trova a Lang, località del comune austriaco di Feldkirchen in Kärnten nel Distretto di Feldkirchen, Land della Carinzia. È stato costruito attorno al XIV secolo.

## Storia

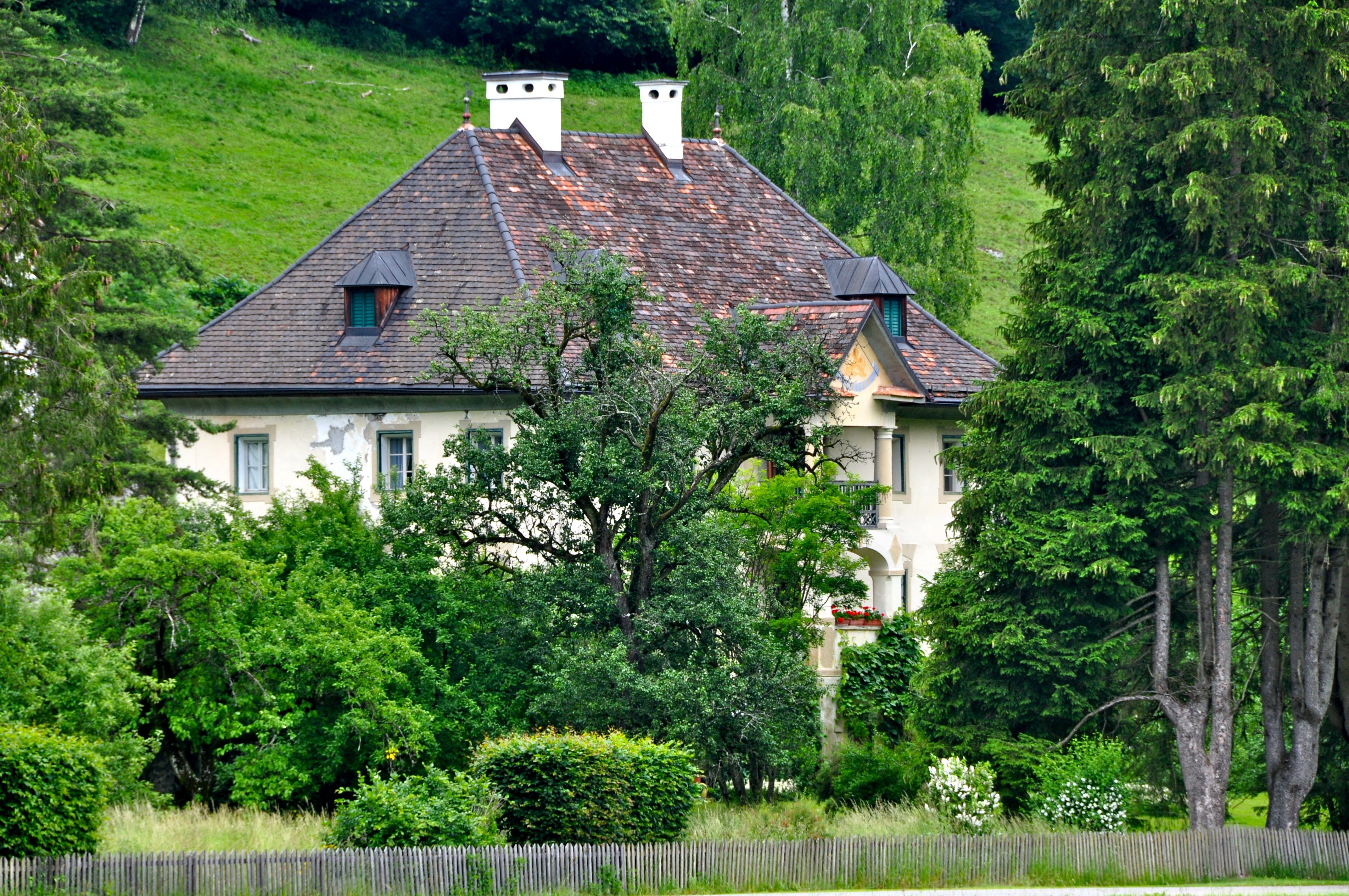
Castello di Lang nel suo parco

Il castello di Lang venne menzionato per la prima volta in un documento nel 1306. Nel 1440 la proprietà risultò appartenere alla famiglia Pybriacher, che già era proprietaria della tenuta Himmelberg. Il castello ebbe nel tempo diversi signori e attorno al XVIII secolo nella dimora di Lang risiedeva la famiglia Jabornegg. Nel 1810 il castello venne distrutto da un grave incendio e fu necessaria la sua ricostruzione. Dal 1831 la proprietà passò alla famiglia Platzer ed è rimasto da allora proprietà privata.

## Descrizione

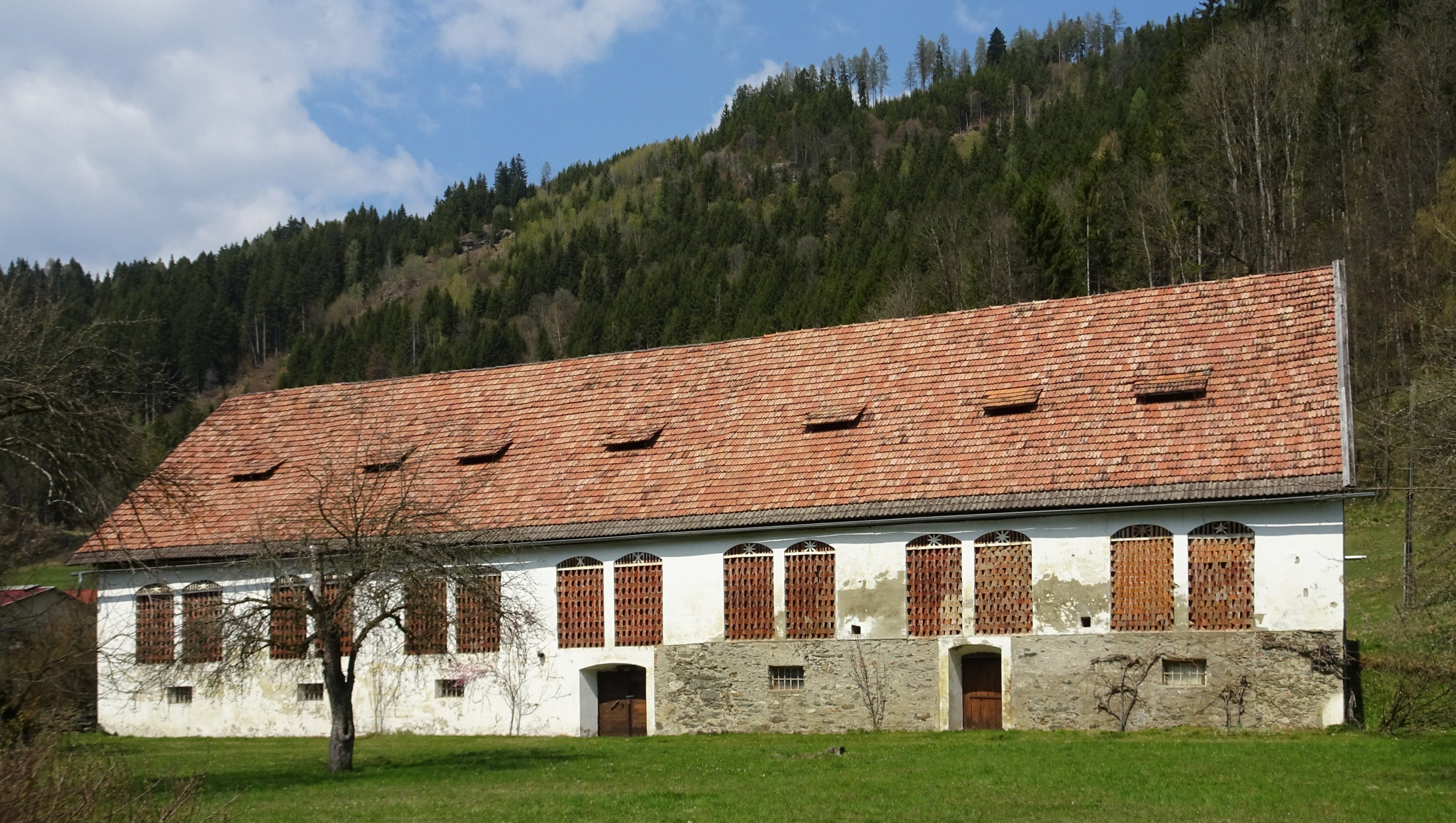
Edificio agricolo con finestre a traliccio in mattoni

Il castello di Lang si trova nell'omonima località del comune austriaco di Feldkirchen in Kärnten, Distretto di Feldkirchen nel Land della Carinzia. La struttura è circondata da un piccolo parco ed è posta a un'altitudine di 619 metri sul livello del mare. L'edificio si sviluppa su tre piani con un alto tetto a padiglione. La facciata risale al XIX secolo, quando venne ricostruita dopo l'incendio, e l'avancorpo centrale con logge e doppia scalinata è stato aggiunto successivamente. Nel piano seminterrato sono state conservate le volte storiche dell'inizio del XVI secolo. Al piano superiore sono ancora presenti tre stufe in maiolica stile Impero.
A breve distanza si trova il capitello denominato Langer Kreuz conosciuto anche come Croce della Peste o come Cappella Rosalia, dedicato alla santa omonima.

### Bene architettonico tutelato
Il castello di Lang è stato posto sotto tutela dei monumenti da parte della Repubblica austriaca col numero 34229.